# Hans Emil Lau
Hans Emil Lau (* 16. April 1879 in Odense; † 16. Oktober 1918 in Kopenhagen) war ein dänischer Astronom. Er begann seine Beobachtungskarriere während seines Studiums an der Universität Kopenhagen. Nach seinem Abschluss im Jahr 1906 arbeitete er an der Urania-Sternwarte in Kopenhagen, 1911/12 war er Assistent am Treptower Observatorium in Berlin und schließlich am Horsholm Observatorium in Kopenhagen.